# Марков, Александр Иванович (конник)
Алекса́ндр Ива́нович Ма́рков (род. 26 мая 1985, Рязань) — российский конник, участник летних Олимпийских игр 2016 года, чемпион России, Мастер спорта международного класса.

## Биография
Александр Марков родился в 1985 году в Рязани в семье врачей. Первоначально занимался лёгкой атлетикой, а в 14 лет перешёл в конный спорт и начал тренироваться под руководством А. Котова. Уже с 15 лет начал участвовать в национальных соревнованиях. Сначала выступал в выездке, затем в конкуре, а после перешёл в троеборье.
В 2016 году Александр Марков принял участие в летних Олимпийских играх в Рио-де-Жанейро. Поскольку российская сборная смогла квалифицироваться в командное многоборье (впервые с 1992 года), то результаты, показанные Марковым шли и в личный, и в командный зачёт. По итогам выездки Марков набрал 48,9 штрафных балла, в результате чего расположился на 39-й позиции, показав лучший результат среди россиян. При этом сборная России занимала после выездки заключительное 13-е место. Вторым этапом троеборья был кросс, с которым Марков не смог справиться, в результате чего был дисквалифицирован за повторный отказ лошади преодолеть препятствие и завершил борьбу за медали. Также из-за различных причин не завершили дистанцию кросса остальные российские спортсмены, в результате чего сборная России получила максимально возможное количество штрафных баллов (3000) и досрочно заняла последнее 13-е место.
Летом 2019 года Марков на голштинском Leader завоевал золото чемпионата России. В январе 2020 года Александр Марков стал обладателем олимпийской лицензии на участие в Олимпийских играх в Токио, заняв первое место в квалификационном рейтинге FEI группы C.

## Личная жизнь
- Получил ветеринарное образование[2]. После завершения спортивной карьеры планирует заняться тренерской деятельностью и ветеринарной практикой[2].